# Parque natural Montaña de los Pozuelos
El Parque Natural Montaña Los Pozuelos es un espacio protegido del sector norte de Suruguapo, Municipio Guanare, estado Portuguesa, Venezuela. Cuenta con dos alturas importantes Cerro Marilonza y Cerro Papelón 
Fue aprobado bajo ordenanza municipal en segunda discusión el martes 1 de marzo de 2012 para su conservación y defensa. 

## Historia
En este importante reservorio natural que comprende más de 2500 hectáreas es iniciativa de las comunidades organizadas principalmente de la zona alta del sector conocido como Suruguapo, de FUNDESURUGUAPO  y de organizaciones ambientalistas como ASOJABIRU y la Consultora Ambiental Llano Extremo. En el año 2012 presentan la propuesta al Concejo Municipal de Guanare. En sesión especial realizada en el caserío San José de la Montaña, con la presencia de las comunidades representadas por los Consejos Comunales, los directivos de FUNDESURUGUAPO (Fundación Consejo para el Desarrollo Endógeno de Suruguapo) y habitantes de los caseríos que componen el Núcleo de desarrollo endógeno Suruguapo “NUDESUR”, los ediles aprobaron este parque. 
En diciembre de 2020 la Asociación Civil Jabirú (ASOJABIRU) presenta la propuesta de convertir esta zona y sectores adicionales del estado Portuguesa y Lara en una figura de carácter nacional que permita dar mayor fortaleza y protección a la zona.  Por razones, desde los puntos de vista histórico-cultural y ecológico se propone la creación la figura ABRAE de parque nacional para la zona para la protección del patrimonio cultural y biológico que ella representa.

## Geomorfología
Forma parte de la Sierra de Portuguesa. La zona se encuentra ubicada en la provincia fisiográfica sistema de los Andes, región natural Cordillera de Mérida, específicamente en el flanco noreste de la Cordillera, entre las estribaciones de Biscucuy, Chabasquén, Guárico, Guanare, Morador y Ospino de los tramos sur, sureste y noroeste de la Sierra de Portuguesa (Rengel et al., 1983). Por otra parte, la zona geomorfológicamente es clasificada como paisajes de montañas medias a altas con valles de montañas (1400-2100 m s. n. m.), las pendientes oscilan entre 40-70%, con quiebres casi verticales en lugares que el río a formado saltos y gargantas (San José de La Montaña, San Juan de La Montaña, Los Pozuelos, entre otras localidades), la topografía en forma general es accidentada a muy accidentada 

## Geología
Estas zona se caracterizan por la presencia de tres formaciones geológicas: Río Guache, Volcancito y Yacambú, los cuales se caracterizan por una estratificación rítmica de Flysch y un notable contenido de material ígneo detrítico (Rengel et al., 1983; PDVSA-Biocentro, 1999). 

## Flora
La zona tiene varias formaciones boscosas que van desde el bosque seco tropical tropical hasta el bosque nublado.  Se pueden apreciar especies típicas del paisaje cafetalero guamo (Inga sp), bucare (Erythrina sp), Yagrumo (Cecropia peltata), Yagrumo de montaña (Cecropia santanderensis) algarrobo, cedro de montaña, nueza (Caryodendron orinocense), nuez de cobalonga, entre otras. En estas montañas se encuentran las nacientes de los ríos El Morador, María y Quebrada Las Nutrias. Del río Maria se desprenden varios saltos y cascadas entre los cuales destaca  el Chorro San Juan de la Montaña o Chorro La Simonera. Entre algunas especies destacan: Saquisaqui (Bombax ceiba), Bucare Ceibo (Erythrina poeppigiana), Bucare (Erythrina glauca), Ceiba (Ceiba pentandra), Higuerón (Ficus obtusifolia), Jacarandá (Jacaranda caucana), Cola de Pava (Aegiphila integrifolia), Mancha Ropa (Vismia baccifera), Catuche Cimarrón (Annona montana), Siete Cueros (Machaerium capote), Cedro de Montaña (Cedrela montana), Cedro Común (C. odorata), Balso (Ochroma piramidale), Guamo Guamo Negro (Inga sp.), Pardillo Blanco (Cordia alliodora), Pardillo Negro (Cordia sp.), Cascarón (Machaerium robiniifolium), Trompíllo (Guarea guidonia), Carocaro (Enterolobium cyclocarpum), entre otros.

## Fauna
Según relato de los lugareños e investigaciones realizadas en el marco del proyecto Ecoturismo comunitario en el parque natural Montaña de Los Pozuelos, San Juan de La Montaña municipio Guanare estado Portuguesa (Personal de ASOJABIRU y estudiantes e investigadores de la UNELLEZ) financiado por el programa pequeñas donaciones, en el sector se reporta:  venado de Matacan (Mazama americana),  pícure (Dasyprocta fuliginosa), la pereza o perezoso  de tres dedos (Bradypus variegatus);  ardilla (Sciurus granatensis), puercoespín (Coendou prehensilis), jaguar (Panthera onca), león o puma americano (Puma concolor), Cunaguaro (Leopardus pardalis), Perrito de Agua (Lontra longicaudis),  zorro de montana (Cerdocyon thous), guache (Eira barbara), Mono de Noche occidental (Aotus lemurinus), mono araña o marimonda (Ateles hybridus).   
Por otra parte, la fauna silvestre presenta una diversidad de especies distribuidas según los siguientes grupos taxonómicos: Herpetofauna se encuentra representada por 16 y 50 especies (anfibios y reptiles respectivamente), Avifauna que es grupo de vertebrados más abundantes en la zona se encuentra representada por 380 especies distribuidas en 16 órdenes y 37 familias (26 migratorias y 200 residentes), y Mastofauna totalizan 90 especies distribuidas en 9 órdenes y 24 familias.  
Han sido reportados para la zona 380 especies de aves de las cuales 26 son migratorias. Es un sitio con potencial para la observación de aves. En el caso de las aves entre las 26 especies migratorias reportadas, podemos mencionar Paraulata de Cara Gris Catharus minimus, Paraulata Lomiaceituna Catharus ustulatus, Reinita Canadiense Cardellina canadensis, Reinita de Los Charcos Parkesia noveboracensis, Candelita Migratoria Setophaga ruticilla y Reinita Estriada Setophaga striata.  
En cuanto a los mamíferos se pueden mencionar las siguientes especies topes y amenazadas reportadas o con alta probabilidad de presencia en la zona: Jaguar  (Panthera onca),  Puma (Puma concolor),  y Oso Frontino o Salvaje (Tremarctos ornatus). Adicionalmente, se observa la presencia de especies amenazadas según los criterios de la UICN, entre ellas se mencionan las siguientes: Pava Negra o Guayón (Aburria aburri) (VU), Paují Copete de Piedra (Pauxi pauxi) (EN), Perico Cabecidorado (Pyrilia pyrilia) (VU), Cardenalito (Carduelis cucullata) (CR), Panthera onca (VU), Tremarctos ornatus (EN), Mono Araña del Norte (Ateles hybridus) (VU), entre otros.
Estudios recientes de AsoJabiru ha encontrado que en la zona existen tres especies de águilas del género Spizaetus (S. melanoleucus, S. tyrannus, S. ornatus).